# Denise Perrier
Denise Perrier (ur. 28 lipca 1935 w Ambérieu-en-Bugey we Francji) – francuska modelka i aktorka.
Została wybrana na Miss World w 1953. Wystąpiła w filmie Diamenty są wieczne o przygodach Jamesa Bonda. Była jedną z jurorek konkursu Miss World 2005.